# Scellino somalo
Lo scellino somalo (in somalo shilin soomaali) è la moneta usata nella nazione africana della Somalia. Il codice ISO 4217 per lo scellino somalo è SOS.

## Storia
Lo scellino è moneta di parti della Somalia fin dal 1921, quando lo scellino dell'Africa Orientale fu introdotto nella Somalia Britannica. Dopo l'indipendenza, il Somalo della Somalia italiana e lo Scellino dell'Africa Orientale (che avevano lo stesso valore) furono rimpiazzati dallo Scellino somalo, chiamato Shilling in Inglese. Lo scellino/shilling era suddiviso in 100 centesimi/cent.
I nomi somali shilin e sent furono introdotti nel 1976, con la scomparsa dei nomi italiani. Il nome italiano Scellino ritornò in alcune monete nel 2000, ma non in tutte. Il nome della subunità oggi rimane sconosciuto.
In Somaliland, c'è un problema sulla moneta che circola, perché infatti esisterebbe lo Scellino del Somaliland.

## Monete
Monete più vecchie includono 5, 10, 50 centesimi e 1, 5 scellini.
Non si sa neanche se in Somalia siano usate tutte le monete. Per esempio, la moneta da 10 scellini è disponibile solamente come moneta commemorativa. Le altre monete sono in circolazione così come Euro e Dollaro statunitense.

## Banconote
La situazione dei soldi in Somalia non è conosciuta, ma come in Afghanistan prima del 2002, le originali banconote di 5, 10, 20, 50, 100, 500 e 1000 scellini vengono probabilmente prodotte senza rispettare il numero di serie.
Nel sud, solo le banconote di 1000 scellini rimangono in circolazione oggi. Le altre, ossia quelle di
20, 50, 100, 500, che erano in circolazione prima della guerra, sono scomparse. Nelle aree settentrionali, più pacifiche, si possono vedere in circolazione anche le banconote da 500 scellini, oltre a quelle di 1000.

## Cambi di valore
Tassi del libero mercato in Somalia meridionale:
- 2.000 SOS/USD nel giugno 1991
- 5.000 SOS/USD nel giugno 1993
- 13.400 SOS/USD nel marzo 2006
- 35.000 SOS/USD nel luglio 2008
- 19.000 SOS/USD nel dicembre 2012
- 583 SOS/USD nell'ottobre 2016

## Fonti
- CIA World Factbook - Somalia, su cia.gov. URL consultato il 28 settembre 2007 (archiviato dall'url originale il 1º luglio 2016).
- The Banknotes of Somalia - Part 4, su pjsymes.com.au.